# Mickey Murtagh

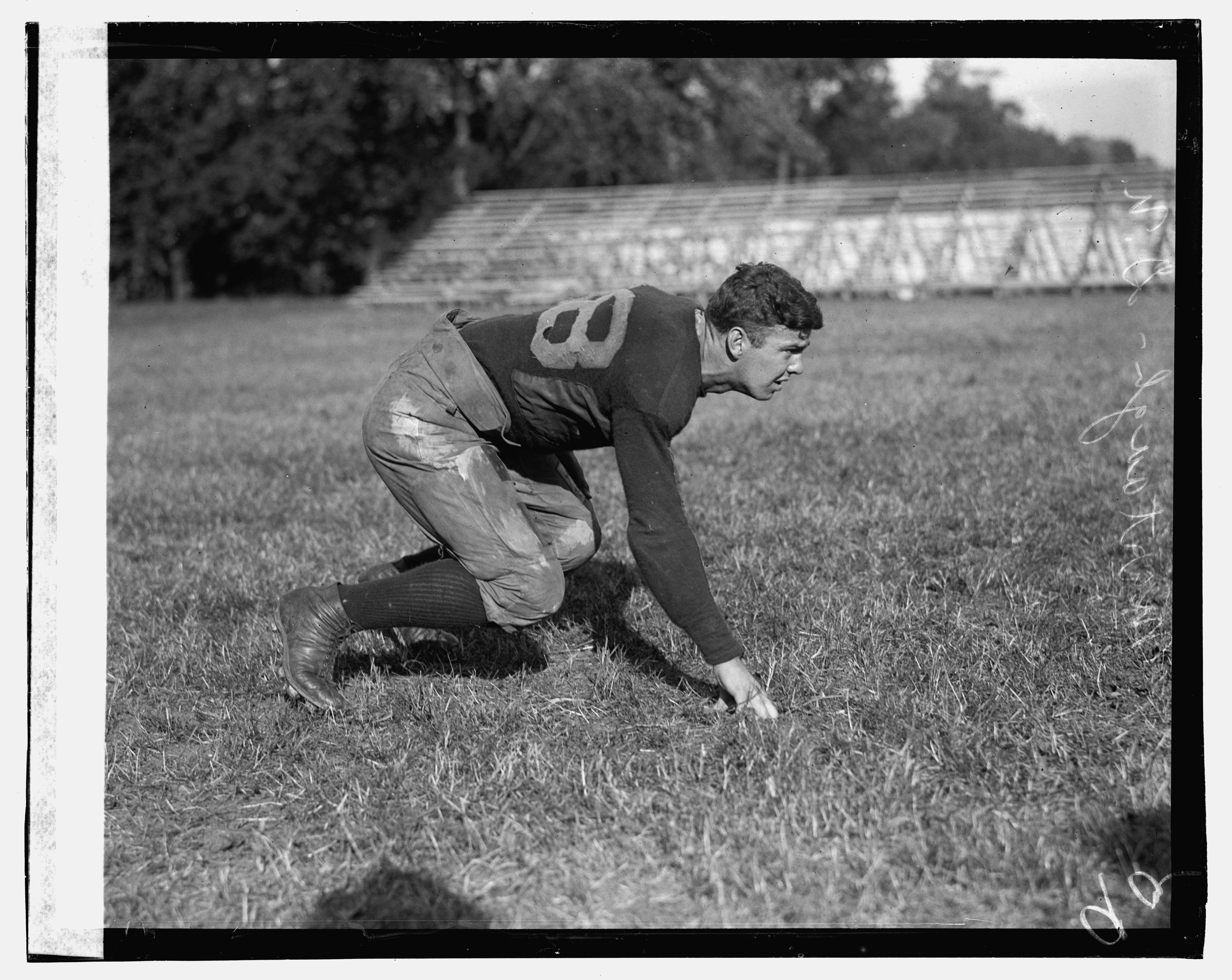
Foto do jogador de futebol americano estadunidense Mickey Murtagh.

Mickey Murtagh foi um jogador de futebol americano estadunidense que foi campeão da Temporada de 1927 da National Football League jogando pelo New York Giants.